# Eunate Arraiza
Eunate Arraiza Otazu (* 3. Juni 1991 in Biurrun; Spielername Eunate) ist eine spanische Fußballspielerin. Sie ist seit Juli 2024 Vertragsspielerin des CA Osasuna und spielte in drei Jahren auch sechsmal für die A-Nationalmannschaft.

## Karriere

### Vereine
Eunate begann für den in Barañáin in der Provinz Navarra südwestlich von Pamplona ansässigen Sociedad Deportiva Lagunak mit dem Fußballspielen und rückte bereits im Alter von 16 Jahren in die erste Mannschaft auf, für die sie fünf Saisonen lang wirkte, die erste in der zweitklassigen Primera Federación, die letzten drei in der unter dem Namen Superliga höchsten Spielklasse und die letzte in der Primera División, der Nachfolgerin.
Nach Bilbao gelangt, spielte sie von 2012 bis 2024 für Athletic Bilbao durchgängig in der Primera División. Ihr Debüt erfolgte zum Saisonstart am 2. September 2012 beim 5:0-Sieg im Heimspiel gegen den Sociedad Deportiva Lagunak, das sie sogleich mit zwei Toren krönte. Während dieser Zeit belegte sie mit ihrer Mannschaft 2013 und 2014 den zweiten Platz in der Meisterschaft – zweimal hinter dem FC Barcelona. Am Ende der Saison 2015/16 gewann sie mit ihrer Mannschaft – mit einem Punkt Abstand auf den FC Barcelona – die Meisterschaft. Im Wettbewerb um den Copa de la Reina, den nationalen Vereinspokal, erreichte sie mit ihrer Mannschaft nur einmal das Finale. In diesem war sie am 21. Juni 2014 dem FC Barcelona erst im Elfmeterschießen mit 4:5 unterlegen. Sie gewann jedoch 2017 und 2018 den von der galicischen Stadt A Coruña jährlich ausgetragenen Einladungswettbewerb um die Trofeo Teresa Herrera sowie mehrmals den Euskal Herriko Kopa, ein Pokalwettbewerb für Fußballvereine der Sprachregion des Baskenlandes. Während ihrer Zugehörigkeit zum Verein bestritt sie 290 Punktspiele, in denen sie 17 Tore erzielte, 20 Pokalspiele (national), in denen sie zwei Tore erzielte und zwei Champions-League-Spiele.
Am 13. Juli 2024 wurde ihre Verpflichtung auf der Website des CA Osasuna (auch unter dem Namen CD Fundación Osasuna Femenino geläufig) bekannt(gegeben). Ihr Pflichtspieldebüt gab sie zum Saisonstart am 7. September 2024 beim 2:0-Sieg im Heimspiel gegen den CD Alba FF in der Primera Federación.

### Nationalmannschaft
Ihr Debüt als Nationalspielerin für den RFEF gab sie in der A-Nationalmannschaft am 23. Oktober 2017 in Ramat Gan beim 6:0-Sieg über die Nationalmannschaft Israels im ersten Spiel der WM-Qualifikationsgruppe 7 mit Einwechslung für Leila Ouahabi in der 72. Minute. Am 20. Januar 2018 wurde sie in San Pedro del Pinatar beim 2:0-Sieg im Freundschaftsspiel gegen die Nationalmannschaft der Niederlande mit Einwechslung für Mapi León zur zweiten Spielzeit eingesetzt. Sie bestritt drei Spiele bei der Teilnahme ihrer Mannschaft am Turnier um den Zypern-Cup 2018; nach ihrem ersten und dritten Spiel der Gruppe B (2:0 vs. Österreich und Tschechien am 28. Februar und 5. März jeweils in Larnaka) wurde sie auch am 8. März im Finale gegen die Nationalmannschaft Italiens 90 Minuten lang berücksichtigt und gewann mit dem 2:0-Sieg ihrer Mannschaft auch die Trophäe. Ihr letztes Länderspiel fand am 17. Mai 2019 in Guadalajara statt, wo die Nationalmannschaft Kameruns mit 4:0 bezwungen wurde; sie wirkte in den ersten 45 Minuten, bevor sie für Ona Batlle ausgewechselt wurde.

## Erfolge
Nationalmannschaft
- Zypern-Cup-Sieger 2018

Athletic Bilbao
- Spanischer Meister 2016
- Zweiter Spanische Meisterschaft 2013, 2014
- Königinnenpokal-Finalist 2014
- Trofeo Teresa Herrera-Sieger 2017, 2018
- Baskenlandpokal-Sieger 2013 – 2018, 2021, 2023

SD Lagunak
- Aufstieg in die Primera División 2008

## Sonstiges
Die bei ihr im Kindesalter festgestellte Hörbehinderung hielt sie vom Traum, Fußball zu spielen, nicht ab. Sie ist die einzige gehörlose Spielerin, die in der höchsten spanischen Frauenfußballliga gespielt hat – mit Hilfe eines Cochlea-Implantates. Sie ist ein großartiges Beispiel dafür, wie ein großes Hindernis überwunden werden kann, um selbst gesteckte Ziele zu verwirklichen.